# Mulungu
Mulungu là một đô thị thuộc bang Ceará, Brasil. Đô thị này có diện tích 134,594 km², dân số năm 2007 là 9030 người, mật độ 67,09 người/km².